# Morey-Saint-Denis
Morey-Saint-Denis là một xã trong tỉnh Côte-d'Or, thuộc vùng hành chính Burgund của nước Pháp, có dân số là 673 người (thời điểm 1999).

## Nhân khẩu học
| 1962 | 1968 | 1975 | 1982 | 1990 | 1999 |
| ---- | ---- | ---- | ---- | ---- | ---- |
| 664  | 740  | 718  | 653  | 639  | 673  |